# 独立記念日 (エリトリア)
独立記念日（英：Independence Day）は、エリトリアの祝日。1991年、アスマラでエリトリア臨時政府が設立された5月24日が、独立記念日となっている。
なおエリトリア人民解放戦線が、エチオピアに勝利しエリトリアの30年に及ぶ独立戦争が終結したのは、5月28日。事実上の独立を果たした後に住民投票を行い、国家として正式に独立したのは、2年後の1993年5月24日となっている。

## 注
1. ↑  5月24日は共通しているが、正式な独立日とは異なる[2][3]。